# XI (EP)
XI – EP polskiego piosenkarza Michała Szpaka, wydany 13 grudnia 2011 roku przez wytwórnię płytową Universal Music Polska. Minialbum zawiera pięć premierowych utworów wokalisty, w tym promujące wydawnictwo single „Po niebo” oraz „Rewolucja”. 
Wydawnictwo zostało wyprodukowane przez Michała Grymuzę, Jacka Tarkowskiego oraz Łukasza Targosza.

## Lista utworów
Opracowano na podstawie materiału źródłowego.
1. „Pretty Baby” – 3:18
2. „Rewolucja” – 5:27
3. „Po niebo” – 3:36
4. „Muszę biec” – 5:17
5. „Sensualny” – 4:12